# چیکاکو آکیموتو
چیکاکو آکیموتو (انگلیسی: Chikako Akimoto؛ زادهٔ ۱۷ دسامبر ۱۹۴۹) صداپیشه اهل ژاپن است.